# François de Pauw
François de Pauw, né le 28 décembre 1926, à Uccle, en Belgique et décédé le 21 février 2009, est un ancien joueur belge de basket-ball.